# Jacques Bonjawo
Jacques Bonjawo (nascido em 30 de dezembro de 1960 em Iaundé) é um engenheiro de software, autor e colunista que se dedica à aplicação da tecnologia ao desenvolvimento sustentável. Jacques é mais conhecido por seu trabalho na Microsoft entre 1997 e 2006 como gerente sênior de programa do Grupo MSN. É ganhador do prêmio TIGA (Tecnologia no Governo) 2011, concedido pelas Nações Unidas em conjunto com o governo da Finlândia por sua contribuição em tecnologia e telemedicina. É pioneiro e líder de um projeto de promoção da telemedicina na África, por meio de sua estrutura Genesis Telecare, sediada em Camarões. Já escreveu mais de dez livros sobre tecnologia e desenvolvimento sustentável.

## Livros publicados
- The Internet, a Chance for Africa –[1] ISBN 2-84586-259-8
- L'Afrique du XXIe Siècle (Africa in the 20th Century)[1]
- L'Afrique du XXIe Siècle –[1] ISBN 2-84586-676-3